# Campeonato Argentino de Futebol de 1923 (AAmF)
O Campeonato Argentino de Futebol de 1923 da Asociación Amateurs de Football foi o quadragésimo torneio da Primeira Divisão do futebol argentino e o quinto organizado por essa entidade dissidente. O certame foi disputado em um único turno de todos contra todos, entre 22 de julho de 1923 e 20 de janeiro de 1924. O San Lorenzo conquistou o seu primeiro título de campeão argentino.

## Classificação final
| Pos | Equipes                     | Pts | J  | V  | E | D  | GM | GS | SG  |
| --- | --------------------------- | --- | -- | -- | - | -- | -- | -- | --- |
| 1.  | San Lorenzo                 | 35  | 20 | 17 | 1 | 2  | 34 | 13 | +21 |
| 2.  | Independiente               | 32  | 20 | 15 | 2 | 3  | 40 | 8  | +32 |
| 3.  | River Plate                 | 29  | 20 | 14 | 3 | 3  | 29 | 12 | +17 |
| 4.  | Racing Club                 | 28  | 20 | 14 | 1 | 5  | 46 | 16 | +30 |
| 4.  | Barracas Central            | 28  | 20 | 12 | 4 | 4  | 24 | 13 | +11 |
| 6.  | Gimnasia y Esgrima La Plata | 24  | 20 | 11 | 2 | 7  | 23 | 14 | +9  |
| 7.  | Sportivo Almagro            | 20  | 20 | 6  | 8 | 6  | 20 | 19 | +1  |
| 8.  | San Isidro                  | 19  | 20 | 7  | 5 | 8  | 27 | 24 | +3  |
| 8.  | Vélez Sarsfield             | 19  | 20 | 8  | 3 | 9  | 20 | 25 | -5  |
| 8.  | Sportivo Buenos Aires       | 19  | 20 | 8  | 3 | 9  | 21 | 29 | -8  |
| 8.  | Argentino del Sud           | 19  | 20 | 7  | 5 | 8  | 13 | 19 | -6  |
| 12. | Tigre                       | 18  | 20 | 7  | 4 | 9  | 20 | 25 | -5  |
| 13. | Platense                    | 17  | 20 | 6  | 5 | 9  | 20 | 25 | -5  |
| 14. | Quilmes                     | 16  | 20 | 7  | 2 | 11 | 28 | 33 | -5  |
| 14. | Atlanta                     | 16  | 20 | 6  | 4 | 10 | 19 | 29 | -10 |
| 14. | Banfield                    | 16  | 20 | 5  | 6 | 9  | 14 | 24 | -10 |
| 17. | Defensores de Belgrano      | 15  | 20 | 4  | 7 | 9  | 17 | 18 | -1  |
| 17. | Ferro Carril Oeste          | 15  | 20 | 6  | 3 | 11 | 12 | 26 | -14 |
| 19. | Estudiantil Porteño         | 13  | 20 | 3  | 7 | 10 | 17 | 36 | -19 |
| 20. | Estudiantes Buenos Aires    | 11  | 20 | 2  | 7 | 11 | 12 | 31 | -19 |
| 21. | Lanús                       | 8   | 20 | 2  | 4 | 14 | 17 | 34 | -17 |

## Premiação
| Campeonato Argentino de Futebol de 1923 (AAmF) |
| ---------------------------------------------- |
| San Lorenzo Campeão (1° título)                |

## Goleador
| Jogador   | Jogador        | Gols | Equipe      |
| --------- | -------------- | ---- | ----------- |
| Argentina | Martín Barceló | 15   | Racing Club |

## Bibliografía
- Estévez, Diego (2010). 38 Campeones del fútbol argentino 1891-2010. [S.l.]: Ediciones Continente. ISBN 978-950-754-301-2